# Peter Camesasca

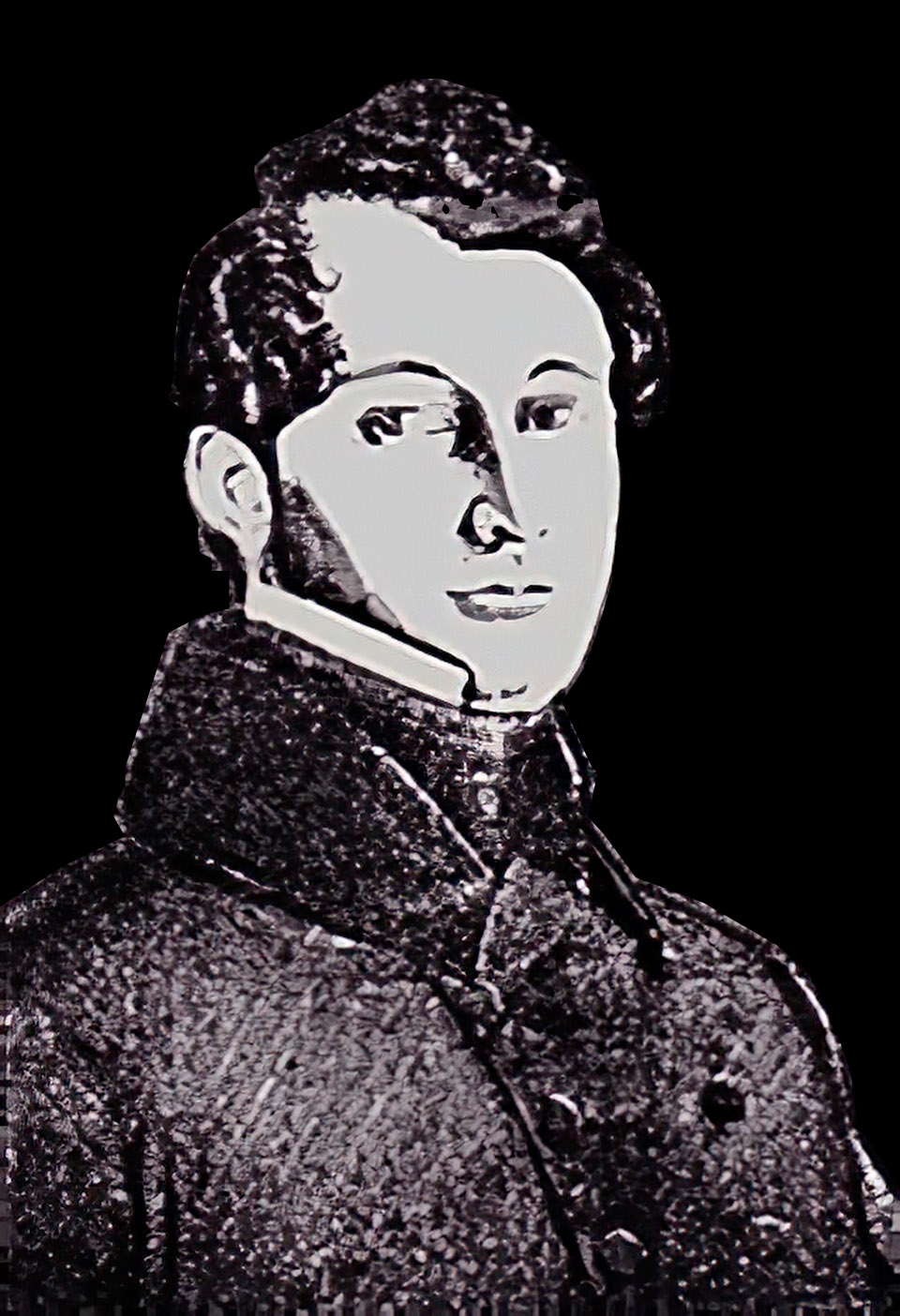
Peter Camesasca

Adolf Peter Lorenz Camesasca (* 10. August 1798 in Habitzheim; † 9. Mai 1859 in Bensheim) war ein hessischer Verwaltungsbeamter und Abgeordneter der Ersten Kammer der Landstände des Großherzogtums Hessen.

## Familie
Peter Camesasca war der Sohn des fürstlich-löwensteinischen Oberamtsvorstehers, Justiz- und Rentamtmanns und späteren großherzoglich-hessischen Regierungsrats in Habitzheim, Franz Xaver Camesasca (1752–1822), und dessen zweiter Frau, Eleonore, geborene Hennemann (1766–1854). Die Familie war römisch-katholisch.
Peter Camesasca heiratete 1836 in Offenbach Maria Elisabeth (Betty), geborene Meister (1805–1880), Witwe von Friedrich Wilhelm Wuppermann und Tochter des fürstlich-solms-braunfelsischen Kanzleidirektors Carl Heinrich Meister (1770–1835) in Hungen. Aus der Ehe ging hervor:
- Carl Camesasca, Großkaufmann und Fabrikbesitzer in Moskau[Anm. 1][1]

Auch über seine Familie war Peter Camesasca in der staatstragenden Schicht des Großherzogtums gut vernetzt:
- Seine Schwester, Maria Anna Elisabeth (1800–1857), heiratete 1822 den späteren Landtagsabgeordneten Friedrich Bergsträsser.
- Sein Bruder, Anton Camesasca (1792–1840), wurde ebenfalls Landtagsabgeordneter.
- Seine Schwester Sidonie (1806–1853) heiratete 1826 den späteren Richter und Landtagsabgeordneten Friedrich Ludwig Klipstein.
- Die Schwester seiner Frau, Mathilde Elise Meister, heiratete den Hofbaumeister, Oberbaudirektor und Abgeordneten Paul Arnold.[2]

## Karriere
Peter Camesasca studierte 1817 bis 1821 Rechtswissenschaft an der Universität Gießen und wurde dort 1823 zum Dr. jur. promoviert. Er arbeitete ab 1826 als Akzessist bei der Regierung in Darmstadt und wurde 1831 als Landratsvikar (kommissarischer Landrat) im Landratsbezirk Lindenfels eingesetzt. Ab 1832 war er Kreissekretär (stellvertretender Kreisrat) des Kreises Friedberg, bevor er 1839 Kreisrat des Kreises Alsfeld wurde. 1842 wechselte er als Kreisrat in den Kreis Bingen. Im Zuge der Revolution von 1848 im Großherzogtum Hessen wurden dort die Kreise aufgelöst und Regierungsbezirke eingerichtet. Peter Camesasca wurde 1848 Dirigent der Regierungskommission des Regierungsbezirks Erbach. 1850 wurde er Regierungsrat und Dirigent der Regierungskommission des Regierungsbezirks Heppenheim. Als im Zuge der Reaktionsära die Kreise 1852 wieder hergestellt wurden, kam er als Kreisrat in den Kreis Bensheim, eine Aufgabe, die er bis 1858 wahrnahm.

## Weitere Engagements
1849 bis 1856 war Peter Camesasca Abgeordneter der Ersten Kammer der Landstände des Großherzogtums Hessen. Er gehörte dort zu den Abgeordneten, die die Höchstbesteuerten des Landes repräsentierten. Er vertrat 1849–1850 im 12. Landtag den Wahlbezirk 17 (Michelstadt und König), im 14. Landtag, 1851–1856, den Wahlbezirk 13 Starkenburg (Beerfelden, Bensheim, Fürth, Heppenheim, König, Michelstadt, Wald-Michelbach).

## Ehrungen
- 1857 Ehrenbürger der Stadt Bensheim[5]